# Krum Yanev
Krum Ivanov Yanev (en bulgare : Крум Иванов Янев) (né le 9 janvier 1929 à Plovdiv et mort le 24 août 2012 à Sofia) est un footballeur international bulgare. Il participe aux Jeux olympiques d'été de 1956, remportant la médaille de bronze avec la Bulgarie.

## Biographie

### En club
Krum Yanev évolue pendant dix saisons avec le CSKA Sofia.
Il remporte avec cette équipe huit titres de champion de Bulgarie et deux Coupes de Bulgarie.
Il dispute avec le CSKA 11 matchs en Coupe d'Europe des clubs champions, inscrivant trois buts.

### En équipe nationale
Krum Yanev reçoit 31 sélections en équipe de Bulgarie entre 1952 et 1959, inscrivant quatre buts.
Il inscrit son premier but le 24 octobre 1954, contre l'Allemagne de l'Est, pour une victoire 3-1 à Sofia. Il marque son deuxième but le 23 octobre 1955, contre la Grande-Bretagne (victoire 2-0 à Sofia). Il inscrit son troisième but le 10 septembre 1956, contre la Roumanie (victoire 2-0 à Sofia). Son quatrième et dernier but est inscrit le 3 novembre 1957, contre la Norvège, où les Bulgares s'imposent sur le large score de 7-0 à domicile.
Il participe aux Jeux olympiques d'été de 1952 qui se déroulent en Finlande, puis dispute les Jeux olympiques d'été de 1956 organisés en Australie. Lors du tournoi olympique de 1952, il joue un match contre l'Union soviétique. Lors du tournoi olympique de 1956, il joue deux rencontres, contre la Grande-Bretagne et à nouveau l'Union soviétique.
Il dispute par ailleurs quatre matchs rentrant dans le cadre des éliminatoires du mondial 1954, et deux matchs lors des éliminatoires du mondial 1958.

## Palmarès

### équipe de Bulgarie
- Jeux olympiques de 1956 :
  -  Médaille de bronze.

### CSKA Sofia
- Championnat de Bulgarie :
  - Champion : 1952, 1954, 1955, 1956, 1957, 1958, 1959 et 1960.

- Coupe de Bulgarie :
  - Vainqueur : 1954 et 1955.